# Gornje Krajince
Gornje Krajince je naselje u gradu Leskovcu, Jablanički upravni okrug, Srbija. Prema popisu iz 2022. godine u Gornjem Krajincu je živjelo 604 stanovnika.